# Myloplus rhomboidalis
Espèce
Synonymes
- Myleus rhomboidalis (Cuvier, 1818)[2]
- Myletes latus Müller & Troschel, 1844[1]
- Myletes rhomboidalis Cuvier, 1818[2]
- Salmo pacupeba Kner, 1860[1]

Myloplus rhomboidalis est une espèce de poissons d'eau douce de la famille des Serrasalmidae et originaire du bassin de l’Amazone et des rivières du plateau des Guyanes.

## Systématique
L'espèce Myloplus rhomboidalis a été initialement décrite en 1818 par le zoologiste français Georges Cuvier (1769–1832) sous le protonyme de Myletes rhomboidalis,.

## Description
Myloplus rhomboidalis peut mesurer jusqu'à 40,7 cm pour un poids maximal de 5 kg. 
Cette espèce vit près des rives calmes de la plupart des fleuves, mais aussi dans les rapides. Le régime de ce poisson est omnivore : il se nourrit de fruits qui tombent au bord de l'eau, de différentes graines comme les graines des palmiers, de plantes aquatiques (Mourera fluviatilis et Apinagia richardiana), d'escargots, de crustacés, d'insectes et chassent d'autres poissons qu’il écrase entre ses puissantes mâchoires.

## Dénomination
On l’appelle Pacu kumaru au Brésil ; Kumaru ou Coumarou, Watau, Achitau… en Guyane.

## Publication originale
- G. Cuvier, « Sur les poissons du sous-genre Mylètes », Mémoires du Muséum d'histoire naturelle, Paris, Inconnu, vol. 4,‎ 1818, p. 444-456 (ISSN 1256-2602 et 3036-6925, OCLC 1761890, lire en ligne).